# Ширван (Азербайджан)
Ширва́н (азерб. Şirvan) — город республиканского подчинения в Азербайджанской Республике.
В административном подчинении города находятся посёлок Байрамлы (выделен в 2004 г. из состава города), поселок Гаджыкаграманлы.

## География
Город расположен на юго-востоке Азербайджана, на Ширванской равнине Куро-Араксинской низменности, близ отрогов Лянгябизского хребта, на левом берегу р. Кура, в 134 км к юго-западу от Баку. Через Ширван проходят автомобильные и железные дороги, соединяющие южные, юго-западные и северные районы республики. Через город проходит Главный Ширванский коллектор. На северной окраине города расположено озеро Аджикабул.

### Климат
Климатические условия Ширвана соответствуют полупустынному климату. Летом температура достигает +44 °С, что часто приводит к засухам. Зима мягкая, температура редко опускается ниже -6 °C.
| Время года                | Время года | Время года | Осень | Осень | Осень | Зима | Зима | Зима | Весна | Весна | Весна | Лето | Лето | Лето |      |
| Месяц                     | Месяц      | Месяц      | Sep   | Oct   | Nov   | Dec  | Jan  | Feb  | Mar   | Apr   | May   | Jun  | Jul  | Aug  | год  |
| Средний максимум          | °C         |            | 26    | 19    | 13    | 8    | 6    | 7    | 11    | 18    | 23    | 28   | 31   | 30   | 18   |
| Средняя температура       | °C         |            | 22    | 16    | 12    | 6    | 4    | 4    | 7     | 14    | 19    | 24   | 27   | 26   | 15   |
| Средний минимум           | °C         |            | 17    | 11    | 6     | 2    | -1   | 0    | 3     | 9     | 13    | 18   | 21   | 20   | 10   |
| Туман                     | Дней       |            | 0     | 0     | 1     | 0    | 9    | 7    | 2     | 0     | 0     | 0    | 0    | 0    | 19   |
| Уровень осадков           | Мм.        |            | 17    | 37    | 33    | 25   | 23   | 40   | 32    | 33    | 28    | 20   | 5    | 8    | 302  |
| Влажность воздуха         | %          |            | 69    | 77    | 68    | 76   | 78   | 80   | 74    | 70    | 66    | 61   | 57   | 62   | 70   |
| Скорость Ветра            | Км/ч       |            | 8     | 8     | 8     | 8    | 9    | 9    | 9     | 9     | 9     | 8    | 8    | 8    | 9    |
| Продолжительность дня     | Часов      |            | 13    | 12    | 11    | 10   | 10   | 11   | 12    | 12    | 15    | 16   | 15   | 14   | 13   |
| Точка росы                | °C         |            | 16    | 12    | 6     | 2    | 0    | 1    | 3     | 8     | 13    | 16   | 18   | 18   | 113  |
| Сумма активных температур | °C         |            | 369   | 186   | 66    | 0    | 0    | 0    | 0     | 117   | 279   | 417  | 521  | 493  | 2448 |
| Солнечная радиация        | Mj/m2      |            | 15    | 10    | 7     | 6    | 7    | 10   | 13    | 17    | 20    | 22   | 22   | 19   | 14   |

## История
Город возник в XIX в. как русское переселенческое село Зубовка (названо в честь генерала, героя Персидского похода 1796, Валериана Зубова). В 1938 году село преобразовано в поселок городского типа и переименовано в Али-Байрамлы (в честь азербайджанского революционера Али Байрамова). 
13 марта 1941 года был издан приказ НКВД СССР « О строительстве железнодорожной линии от станции Аджикабул до ст. Папанино».
В 1954 г. посёлок преобразован в город. В 1930—1963 годах был центром Али-Байрамлинского района.
Ширван часто страдает от наводнений из-за своей близости к реке и того факта, что большая часть города находится относительно невысоко.
В 2008 году город был переименован в Ширван в честь исторической провинции.

## Население
По переписи 1959 года в Али-Байрамлы проживало 13 427 человек. По переписи 1979 года в городе насчитывалось 41 583 человека, а в 1989 году численность достигла 58 253 жителей.
По переписи населения Азербайджана 1999 года в Али-Байрамлы проживало 69 524 человека, в основном азербайджанцы.
На 1 января 2021 года населения Ширвана достигло 87946 человек. Национальный состав населения — 99,6 % населения составляют азербайджанцы, 0,3 % — русские, 0,1 % — представители других народов.

## Экономика
Нефтегазодобыча и топливно-энергетический комплекс в целом были и остаются основой экономики города. Ширван своим созданием, обустройством, развитием до уровня современного индустриального города в глубинке страны обязан нефтедобыче. В городе расположена тепловая электростанция комбинированного цикла «Джануб» (мощность 780 МВт), построенная в 2013 г. на месте бывшей Али-Байрамлинской ГРЭС.
За 2020 год промышленное производство заняло 62,7 % от общего объема производств. На другие сферы экономики пришлось 37,3 % доли валового продукта. В промышленной сфере 26,1 % заняла горнодобывающая промышленности, 20,5 % — переработка, 52,9 % — производство электроэнергии, газа и пара и 0,5 % — водоснабжение, утилизация и переработка отходов. Среднемесячная заработная плата в городе составляет 573,6 маната (337,41 долларов).
Железнодорожный узел на линиях Баку — Нахичевань и Аджикабул — Астара.
Ранее входил в состав Аранского экономического района. С 7 июля 2021 года входит в состав Ширван-Сальянского экономического района.

## Образование
На 2020 год в Ширване действуют 16 общеобразовательных школ, 1 начальная и 1 основная общая школа. Кроме того, в городе расположен Ширванский государственный колледж. 

## Спорт
В Ширване создан футбольный клуб «Энергетик». Когда-то он участвовал в элите чемпионата Азербайджана по футболу. Участвуя в первом турнире, проведенном в 1992 году, «Энергетик» занял 24-е место с 17 очками.
Ширванский Олимпийский спортивный комплекс (официальное название ООО «Ширванский олимпийский спортивный комплекс») — олимпийский спортивный комплекс. Это хозяйствующий субъект, подчиненный структуре Министерства молодёжи и спорта Азербайджанской Республики.

## Искусство
На сегодняшний день музыкальная школа Ширвана проделала большую и ценную работу по обучению музыкальных кадров в стране, музыкальному воспитанию детей и молодёжи, оказанию культурных услуг людям. За 40 лет деятельности Ширванская детская музыкальная школа послужила не только музыкальному и культурному развитию города, но и республики в целом.

## Археологические раскопки
Археологические образцы, найденные в окрестностях города, свидетельствуют о населенности этих земель в древние времена. На территории, на которой расположен Ширван, когда-то проходили караванные маршруты. Во время археологических раскопок в 2 км от города, в нижней части Мишовдага, были обнаружены остатки городского поселения XIV века. Найденные в горных районах этого города 12 керамических печей сохранились в очень хорошем состоянии. Также здесь были найдены различные предметы быта и украшения. Из народных промыслов сохранились ковроткачество, резьба по камню и ювелирное ремесло.

## Известные уроженцы
- Бариев, Энвер Ризаевич — министр по чрезвычайным ситуациям Республики Беларусь[26].
- Габибов, Рафаэль Гаджы Шарафат оглы — Национальный Герой Азербайджана.
- Гулиев, Нофал Захид оглы[27] — Национальный Герой Азербайджана.
- Кулешов, Анатолий Нилович — министр внутренних дел Республики Беларусь[28][29].
- Шукюров, Ширин Агабала оглы — Герой Советского Союза.